# Phalonidia remissa
Phalonidia remissa es una especie de polilla del género Phalonidia, categorizada en la tribu Cochylini, de la subfamilia Tortricinae. Fue descrita por Razowski & Becker en 2007.
Fue publicada en SHILAP Revta. Lepid. 35: 72. Se distribuye por América: Cuba, en la provincia de Holguín, en Mayarí.